# Franz Xaver Baier

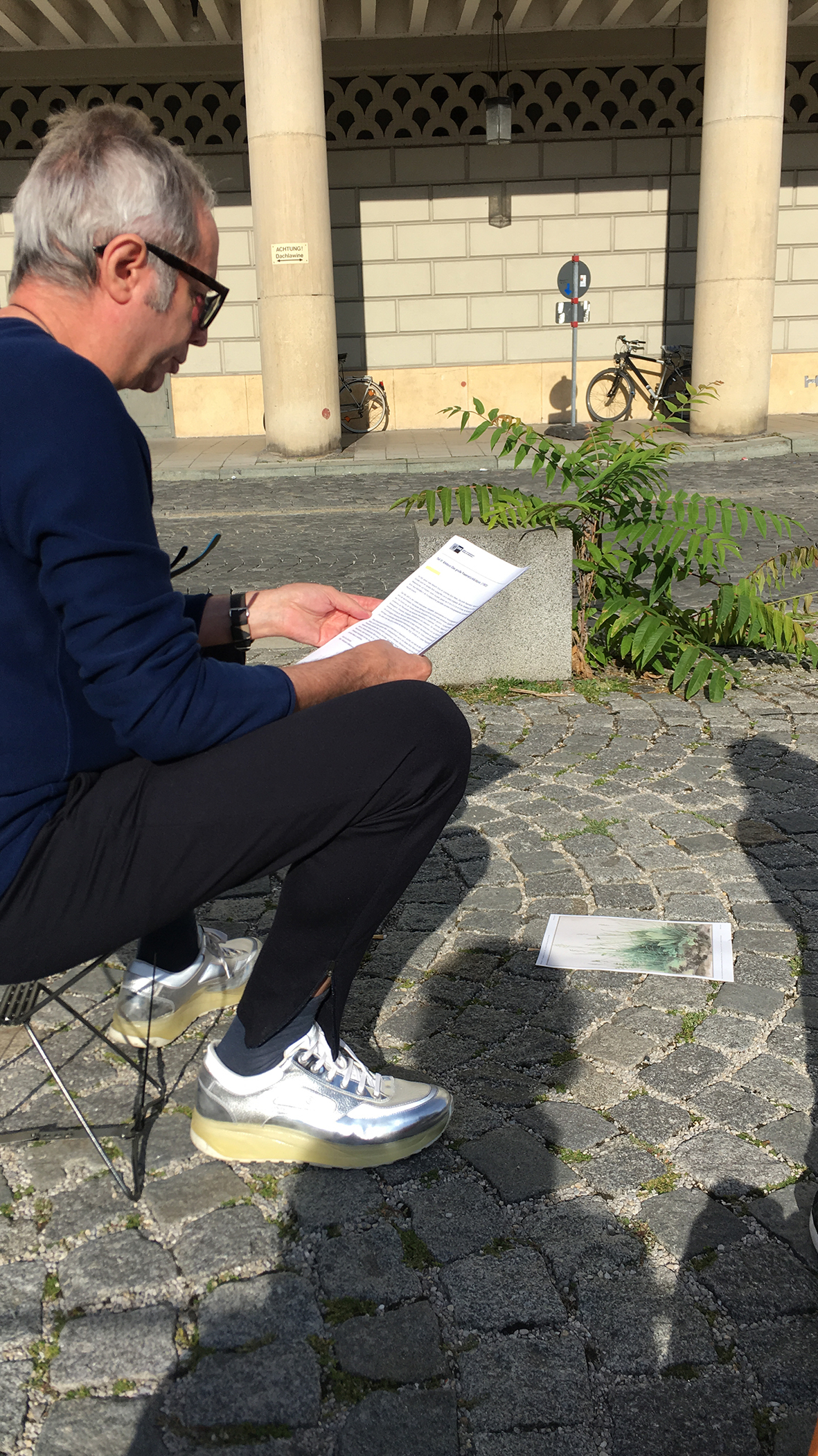
Franz Xaver Baier

Franz Xaver Baier (* 18. April 1953 in Passau) ist ein deutscher Phänomenologe, Autor und Professor für Architektur (Art + Design Research) an der Hochschule München. Baier thematisiert mit wissenschaftlichen und künstlerischen Methoden das Phänomen „Lebensraum: worin wir leben“.

## Leben
Baier studierte Architektur, Kunstgeschichte und Philosophie an der Universität Stuttgart und beendete das Studium als Diplomingenieur für Architektur und Städtebau. Er begann früh, sich mit der Philosophie der Phänomenologie, des  Existentialismus' sowie philosophisch-poetischer Lebensformen zu beschäftigen.
Während einer einjährigen Auszeit Mitte der 1980er, die er ohne technische Medien in einem abgelegenen Landschloss verbrachte, entwickelte Baier einen erweiterten Begriff von Wohnen.
1989 promovierte Baier mit der interdisziplinären Forschungsarbeit „Phänomenologie des lebendigen Raumes“ an der Universität Stuttgart. In der Arbeit zeigte er die räumliche Dimension der menschlichen Existenz, ihre permanente Veränderung und die räumliche Wirkung alles Seienden.
Seit 1998 ist Baier Professor für Art + Design Research an der Fakultät für Architektur der Hochschule München.

## Werk
Baiers Werk besteht aus künstlerischen und architektonischen Entwürfen, temporären Installationen und Texten. 

"Frischespur", Hessisches Landesmuseum Darmstadt, 1992

Anfang der 1990er Jahre machte Baier einige künstlerische Experimente mit dem Musealen und begann mit frischen Äpfeln zu experimentieren. Als er sah, dass einige Besucher diese im Museum als Obst ansahen und sie aßen, andere hingegen die Früchte als Kunstobjekte betrachteten, setzte er das Thema fort. So entstanden unter anderem die Installationen „Frischespur“ im Hessischen Landesmuseum Darmstadt und „Frischkostinjektion in musealer Landschaft“ auf Schloss Solitude. Unter Verwendung von jeweils etwa 1000 kg Äpfeln wurde der Apfel hierbei konzeptionell ins Zentrum der vorgegebenen Situationen gerückt.
1996 publizierte Baier das Buch „Raum: zu einer Architektur des gelebten Raumes“.

„Wirklichkeit gibt es nicht an sich, sondern ist durch Lebensmuster, Lebensformen, Wahrnehmungsgewohnheiten und Sinnzusammenhänge gemacht. Raum und Zeit gibt es also nicht an sich. Unsere Lebensräume entstehen konkret. Was Wissenschaft und Philosophie immer ausschließen ist konstitutiv. Mode, Wetter, Essen, Architektur, Kino, Lebensfiguren, Spaß, Raum und Zeit entstehen daraus. Wer sich in einer Wirklichkeit an-sich oder der "Schöpfung" einrichtet macht es sich nur bequem in Räumen, die andere eröffnet haben. Er ist nur zu faul, seinen eigenen Weltraum zu bauen.“

Das Buch löste in der Kunst- und Architekturszene großes Interesse an diesem Thema aus, das bis heute unter dem Begriff spatial turn diskutiert wird: „Baiers Buch ‚Der Raum‘ darf als einer der frühesten Hinweise auf den ‚spatial turn‘ in Deutschland gelesen werden.“ In zahlreichen weiteren Schriften zeigt Baier die Konsequenzen, die sich aus seiner Raumtheorie ergeben. Baier arbeitete mit zahlreichen Wissenschaftlern, Architekten, Künstlern, Kuratoren und Institutionen zusammen. Dazu zählen u. a. Gernot Böhme, Jeppe Hein, Michael Sailstorfer, Walter Niedermayr, Hans Schabus, Six+Petritsch, Moritz Küng, Manfred Rothenberger, Max Hollein, Deutsches Architekturmuseum Frankfurt, Bund Deutscher Architekten, Kunstforum International, deSingle Antwerpen, Kunsthalle Wien, Thyssen-Bornemisza Art Contemporary Wien, Wiener Secession, Neue Gesellschaft für Bildende Kunst Berlin, AA London, Institut für Moderne Kunst Nürnberg. Die thematische Vielfalt betrifft dabei Lebendigkeit, Wahrnehmen, Sinnlichkeit, Bauen, Wohnen, Schönheit, thermische Ästhetik, ebenso wie ein neues Verständnis von Religion und Spiritualität.

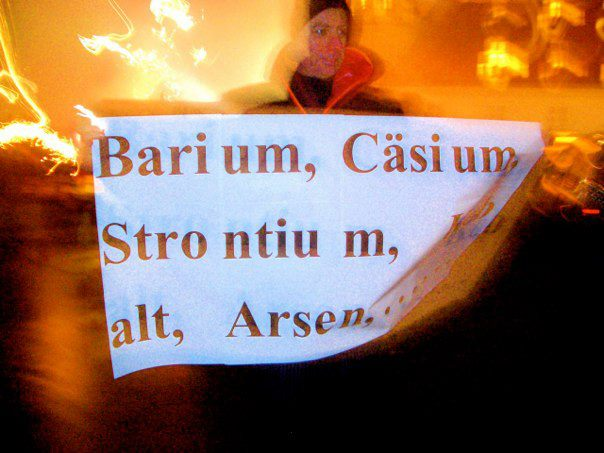
Franz Xaver Baier, Silvesteraktion, 2014

Baier experimentiert mit verschiedenen Ausdrucksmitteln und Formen. 2016 machte Baier im Rahmen des Projektes „Resozialisierung von gemeinem Grün“ rund um den Münchner Hofgarten unter dem Titel „Städtisches Münchner Unkraut als Hinweis auf Lebensgemeinschaften höherer Ordnung“ eine Art „Unkraut-Spaziergang“, worin er Zusammenhänge zwischen Spalt, Ritze, Tiefe, Untergrund, Spontaneität, Wildheit, Kultur, Humus und Humanität aufzeigte. 2017 beendete er das Manuskript „Stadt Land Schloss“, worin er mit belletristischen Mitteln den spirituellen Weg eines jungen Mannes beschreibt.

## Veröffentlichungen
Baier ist Verfasser zahlreicher Veröffentlichungen zum Thema „Existentieller Raum“.
- Warum Architektur das Spielerische braucht, in: Unerkannte Räume, Berlin 2015
- Der Raum: Zu einer Architektur des gelebten Raumes, 3. Aufl., Köln 2013
- Kommende Freiheiten/Coming Freedoms, in: Columnist, Kunsthaus Baselland 2014
- Kommende Freiheiten: Neue Möglichkeiten für Kunst, Museum und unsere auf Kunst angelegte Existenz, in: 30 Künstler/30 Räume (deutsch/englisch), Nürnberg 2012
- Ich liebe Dich, in: Lexikon der sperrigen Wörter, Stuttgart 2010
- Der existenzielle Raum, in: Six/Petritsch, Atlas (deutsch/englisch), Wien 2010
- Im Cockpit der Wahrnehmung/Über das Glück persönlicher Welträume, in: Vernetzt, Berlin 2009
- Mining the Multiply Folded Mountain, in: Thyssen-Bornemisza Art Contemporary, other than yourself/an investigation between inner and outer space, Köln 2008
- Lived Space, in: Michael Sailstorfer, Reaktor (deutsch/englisch), Berlin/New York 2008
- Lebensraum als Material der Kunst, in: Kunsträume Stadträume, Nürnberg 2008
- Der wahrgenommene Raum: Raumwahrnehmung ist Wahrnehmung mit der ganzen Existenz, in: Katalog zur Ausstellung „Weiße Folter“ von Gregor Schneider, K21 Kunstsammlung Nordrhein-Westfalen Düsseldorf 2007, Köln 2007
- Vergeßt NASA: Über das Abenteuer persönlicher Welträume, zu dem Projekt „The Intricate Journey“, Neue Gesellschaft für Bildende Kunst, Berlin 2007
- Intensity/Neue Methoden für das Komponieren von Materialien, IN3 INTERNATIONAL SCENOGRAPHERS’ FESTIVAL BASEL, Basel 2006
- Berg – Werk/mehrfach gefaltet, Katalogbeitrag für: 51. Biennale Venedig 2005, Das letzte Land (Hans Schabus), Österreichischer Pavillon, Wien 2005
- Entropische Kunst, in: Entropie / über das Verschwinden des Werkes (Katalog zur gleichnamigen Ausstellung im AR/GE KUNST Museum Bozen), Revolver, Archiv für aktuelle Kunst, Frankfurt 2004
- Wer aber will sagen, was Schönheit sei? in: Der Architekt 1–2, Bonn 2003
- Leben im Intermediären Raum, in: Der Larsen Effekt / Prozeßhafte Resonanzen in der zeitgenössischen Kunst, Ausstellungskatalog zu den gleichnamigen Ausstellungen im O.K. Linz und im Casino Luxembourg 2001/2002
- surroundings, in: Studio Gursky, Ausstellungskatalog zur gleichnamigen Ausstellung im Goethe-Institut New York, 2001
- Das Haus der Sinnlichkeit, in: Der Architekt 7, Bonn 2001
- Orbis Terrarum/ „Ein pathetisch planetarisches Gefühl entsteht“, in: orbis terrarum – ways of world making, Museum Plantin Moretus, Antwerpen 2000
- Der Raum: Zu einer Architektur des gelebten Raumes, 2. Aufl., Köln 2000
- Traumhäuser der Liebe – Die Architekturen der Hypnerotomachia Poliphili, in: Der Architekt, Köln, Juli 1999
- errected space, in: Kunstforum International, Bd. 143, Köln 1999
- Der Raum: Zu einer Architektur des gelebten Raumes, Köln 1996
- Raum lebt – wer wogt gewinnt, Katalogbeitrag für die Ausstellung Video: Denk Raum Architektur, Museum für Gestaltung, Zürich 1993/2017